# Paul Smith (styliste)
Pour les articles homonymes, voir Paul Smith.
Paul Smith, né  le 5 juillet 1946 à Nottingham, est un styliste britannique. Il est connu grâce à l'usage de tissus aux rayures de couleurs vives. 
Son extravagance et son travail sur le kitsch font également de lui l'un des stylistes les plus en vogue du début du XXIe siècle. Il est anobli par la reine Élisabeth II en 2000 et fait compagnon d'honneur en 2020.

## Biographie

### Jeunesse
À onze ans, il reçoit en cadeau de son père, photographe amateur, son premier appareil photo qu'il conservera toute sa vie ; la maison familiale à Nottingham dispose d'une chambre noire lui permettant de développer ses clichés. Peu après, son père lui offre également son premier vélo d'occasion et dès l'année suivante, il débute les courses. Passionné de cyclisme lorsqu'il est enfant, il arrête l'école pour en faire carrière. Il est victime d'un accident alors qu'il n'a que dix-sept ans, et qui l'oblige à passer plusieurs mois à l'hôpital. Encouragé par Pauline Denyer, sa future femme, il prend des cours de tailleur. Lorsqu'il en ressort, il ouvre en octobre 1970 une première toute petite boutique, à Byard Lane dans Nottingham sa ville natale où il commercialise ses premières créations et celles d'autres marques, puis crée ses propres collections de prêt-à-porter pour homme. Tombé dans le monde de la mode par hasard, Paul Smith comprend pourtant vite quels seraient les atouts qui lui permettraient de développer son style et sa marque. Il présente à Paris sa première collection « homme » en 1976. Trois ans plus tard, il ouvre à Covent Garden un point de vente qui va devenir le centre de la mode londonienne de l'époque.

### Collections

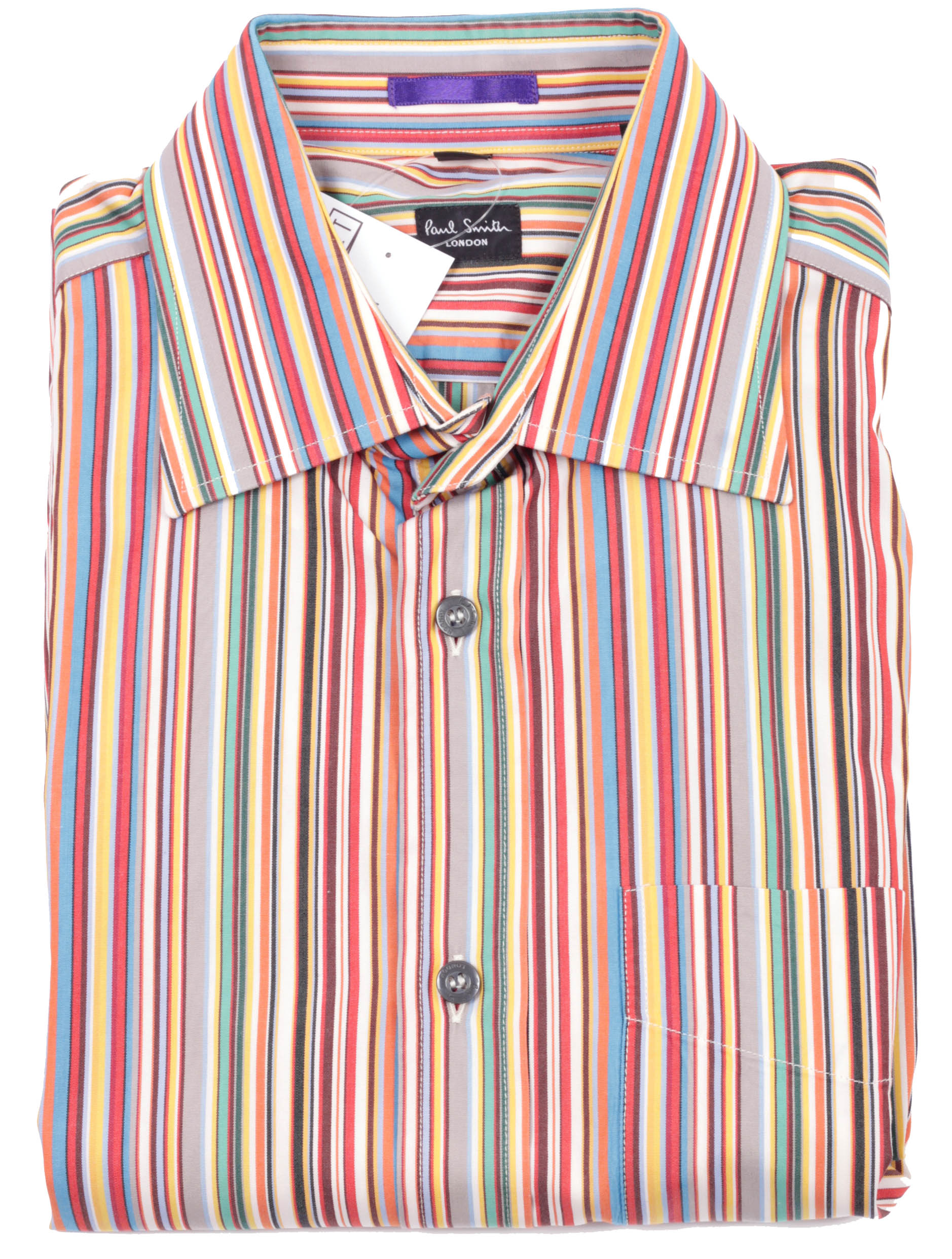
Chemise de Paul Smith.

Il se conçoit à la fois comme un styliste, comme un vendeur de vêtements, et comme un photographe, ; il conjugue les lignes traditionnelles avec des touches artistiques et innovantes qui donnent à ses productions prêt-à-porter des airs de créations originales. Les rayures, colorées, restent sa signature. Prônant la discrétion et la simplicité (« je n'aime pas les idées stupides qui ne peuvent être portées » dit-il), il refuse les logos démesurés ou trop ostentatoires. Il définit son style en disant que « Savile Row a rencontré Mr Bean »,, l'inspiration « anglaise » étant très présente dans ses créations ainsi que la tradition des tailleurs britannique. Ainsi, en 2002 il imprime la photo d'un menu manuscrit de restaurant ; par la suite, il fera d'autres créations avec des impressions de photographie. Il collabore également avec d'autres marques, comme avec Filofax pour un agenda.
Conçues à Nottingham et à Londres, les collections Paul Smith sont majoritairement produites en Angleterre et en Italie avec une matière première essentiellement européenne. Le stock et l'administration de sa marque se trouve d'ailleurs à Nottingham. Ses défilés ont lieu à Londres (pour les collections féminines) et à Paris (pour les collections masculines).
Le groupe, qui, à l'instar de nombreuses créations de la marque, est florissant, dit avoir dégagé, en 2006, un chiffre d'affaires de 300 millions de livres sterling, puis 215 millions quatorze ans après, et occuper environ un millier de personnes.
Il a également ouvert, à Londres, dans Albemarle Street, une galerie d'antiquités. Au cours de sa carrière, il supervise jusqu'à douze collections différentes dont Paul Smith, Paul Smith Women, PS by Paul Smith, Paul Smith Jeans, Paul Smith London, Paul Smith Shoes, Paul Smith Fragrance, et Paul Smith Watches. Mais en 2015, face à la réduction des ventes, il choisit de réduire son offre à seulement deux lignes hors parfums, Paul Smith et PS by Paul Smith. D'ailleurs en 2013, son magasin parisien boulevard Raspail est entièrement rénové et se consacre uniquement aux lignes pour hommes. Cette même année, il est le designer officiel du Tour d'Italie cycliste, son nom étant notamment mentionné sur le maillot rose de leader. Toujours en 2013, le Design Museum de Londres lui consacre une rétrospective montrant certains de ses vêtements, mais aussi des morceaux de son univers comme la reconstitution de son studio, des vélos, des photographies ou certaines de ses collaborations. 
Nommé Knight Bachelor en 2000, à la suite de sa promotion au rang de commandeur de l'ordre de l'Empire britannique (CBE) en 1994, Sylvie Bermann, ambassadrice française à Londres, lui remet l'insigne d'officier de la Légion d'honneur en janvier 2016. En 2020, il est nommé à l'ordre des compagnons d'honneur.
Indépendant, Paul Smith reste en marge des tendances de la mode. Il est l'un des représentants du « style britannique », considéré comme une « institution » dans son pays.

### Parfums
En 1998 la société Paul Smith signe un contrat de licence mondial exclusif avec Interparfums.
- Paul Smith (2000)
- Paul Smith Extrême (2002)
- Paul Smith Rose (2007)
- Paul Smith Man 2 (2010)
- Paul Smith Essential (2015)

## Distinctions
- Knight Bachelor